# Chérigné
Chérigné település Franciaországban, Deux-Sèvres megyében. Lakosainak száma 133 fő (2022. január 1.). Chérigné Asnières-en-Poitou, Brioux-sur-Boutonne, Fontenille-Saint-Martin-d’Entraigues, Luché-sur-Brioux, Lusseray és Paizay-le-Chapt községekkel határos.

## Népesség
A település népességének változása:
| Lakosok száma | 163  | 166  | 147  | 138  | 135  | 133  | 132  | 133  |
|               | 2013 | 2015 | 2017 | 2018 | 2019 | 2020 | 2021 | 2022 |